# Luis Villasante Colpaert
Luis Roberto Villasante Colpaert (Paucartambo, 18 de enero de 1945) es un locutor de radio y político peruano. Fue diputado por Cusco en el periodo 1990-1992.

## Biografía
Nació en Paucartambo, el 18 de enero de 1945.
Es director de Radio Universal del Cusco donde también ejercía como locutor.

### Diputado por Cusco
Participó en las elecciones parlamentarias de 1990 como candidato a la Cámara de Diputados en representación del Cusco por el Frente Democrático (FREDEMO). Villasante logró ser elegido para el periodo parlamentario 1990-1995. Sin embargo, su cargo fue disuelto tras el autogolpe de estado dado por el expresidente Alberto Fujimori el 5 de abril de 1992.
Luego, en las elecciones municipales de 1998, Villasante fue candidato a la alcaldía de distrito de Wánchaq como miembro del movimiento fujimorista Vamos Vecino sin ganar la elección.